# Asquith Bluff
Das Asquith Bluff ist ein keilförmiges Felsenkliff in der antarktischen Ross Dependency. Es ragt an der Westseite des Lennox-King-Gletschers und etwa 6 km südöstlich des Mount Allen Young auf. 
Entdeckt wurde das Kliff von Teilnehmern der Nimrod-Expedition (1907–1909) unter der Leitung des britischen Polarforschers Ernest Shackleton. Benannt ist es nach dem damals amtierenden britischen Premierminister Herbert Henry Asquith (1852–1928).